# VSK-94
Il VSK-94 (dal russo, Войсковой Снайперский Комплекс, Vojskovoj Snajperskij Kompleks) è un fucile di precisione silenziato in calibro 9 mm progettato e prodotto dal KBP Instrument Design Bureau come alternativa low-cost del fucile VSS.
Questo particolare fucile, basato sul fucile d'assalto russo 9A-91, è stato pensato per l'ingaggio di bersagli scarsamente protetti fino a 400 m di distanza.
Il VSK-94 mantiene il sistema operato a gas del 9A-91 con otturatore rotante. Il castello è realizzato in acciaio stampato, il calcio e il paramano anteriore, sono una versione in polimero semplificata delle stesse parti del fucile SVD Dragunov.
Il fucile è dotato delle stesse mire metalliche del 9A-91 e di un mirino telescopico con slitta integrata.
La canna permette il montaggio di un silenziatore sviluppato appositamente per quest'arma.
Il fucile usa vari tipi di munizioni da 9 × 39 mm:
- PAB-9
- SP-5 (Incamiciato)
- SP-6 (Incamiciato)

I colpi sono disposti in un caricatore bifilare da 20 colpi.